# Умбры

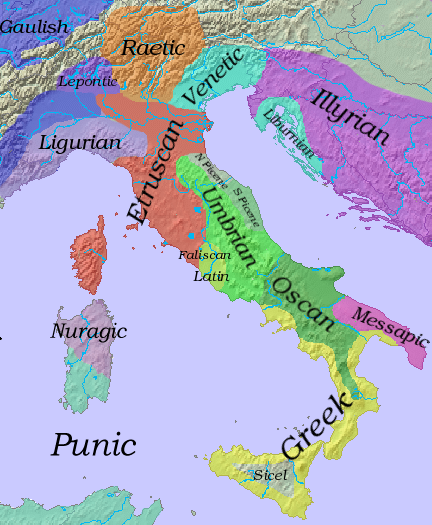
Народы Италии в VI веке до н. э.

Умбры (лат. Umbri, Όμβριχοί) — племя древней Италии, древний италийский народ, сформировавшийся в Центральной  Италии в конце бронзового века. 
Согласно другой версии, умбры, как и родственные им племена, входившие в оскско-умбрскую группу италийских племен, мигрировали на север Апеннинского полуострова из Центральной Европы не ранее IX века до н. э., после чего основная часть этой группы италиков продвинулась южнее. Предположительно, в начале VII века до н. э. под нажимом этрусков часть умбров (сабины) переселилась в центральную и южную часть полуострова (в земли осков), где положила начало самнитам. Культурный центр умбров — Перузия — был захвачен этрусками в V веке до н. э. К началу нашей эры умбры были покорены римлянами и романизированы. Народ умбров дал название региону Умбрия.
Большинство исследователей считают умбров потомками второй индоевропейской волны (после предков латинов и сикулов) и отождествляют их с культурой Виллановы.
Обнаруженные в 1444 году игувинские таблицы пролили свет на религию умбров. Пантеон богов умбров включал в себя Феронию, Валентию, Минерву и некоторых других. В храмах возводились бронзовые статуи божествам.
Умбры оставались независимым союзом общин до завоевания римлянами. Политическая жизнь умбров была ограничена размерами умбрийских городов. Социальная структура была разделена на четкие группы, основанные на военных рангах. Во времена правления Августа четыре умбрийских аристократа стали сенаторами, а семья императора Нервы была родом из Умбрии.
Римляне впервые вступили в контакт с умбрами в 310 году до нашей эры и завершили их завоевание примерно в 260 году. Во время самнитских войн умбры выступали на стороне враждебной Риму коалиции. После объединения Италии некоторые умбры получили полное гражданство или гражданство без права голоса. По Юлиеву закону в 89 году все умбры получили римское гражданство.